# Athyana weinmanniifolia
Espèce
Synonymes
- Athyana weinmannifolia f. genuina Radlk.[2]
- Athyana weinmannifolia[3]
- Thouinia weinmanniifolia Griseb.[2]

Statut de conservation UICN

 VU B1+2ac : Vulnérable
Athyana weinmanniifolia est une espèce de plantes du genre Athyana de la famille des Sapindaceae.